# Miqësia - Dansk-Albansk Forening
Miqësia – Dansk-Albansk Forening blev stiftet i København 22. januar 2003. Miqësia er albansk for venskab. Flere af medlemmerne har deltaget i udviklingsprojekter i Albanien. Første formand var tidligere landsdommer Hans Henrik Brydensholt, nuværende formand er Tue Magnussen.
FORENINGEN EKSISTERER IKKE LÆNGERE